# Jeanne Mance

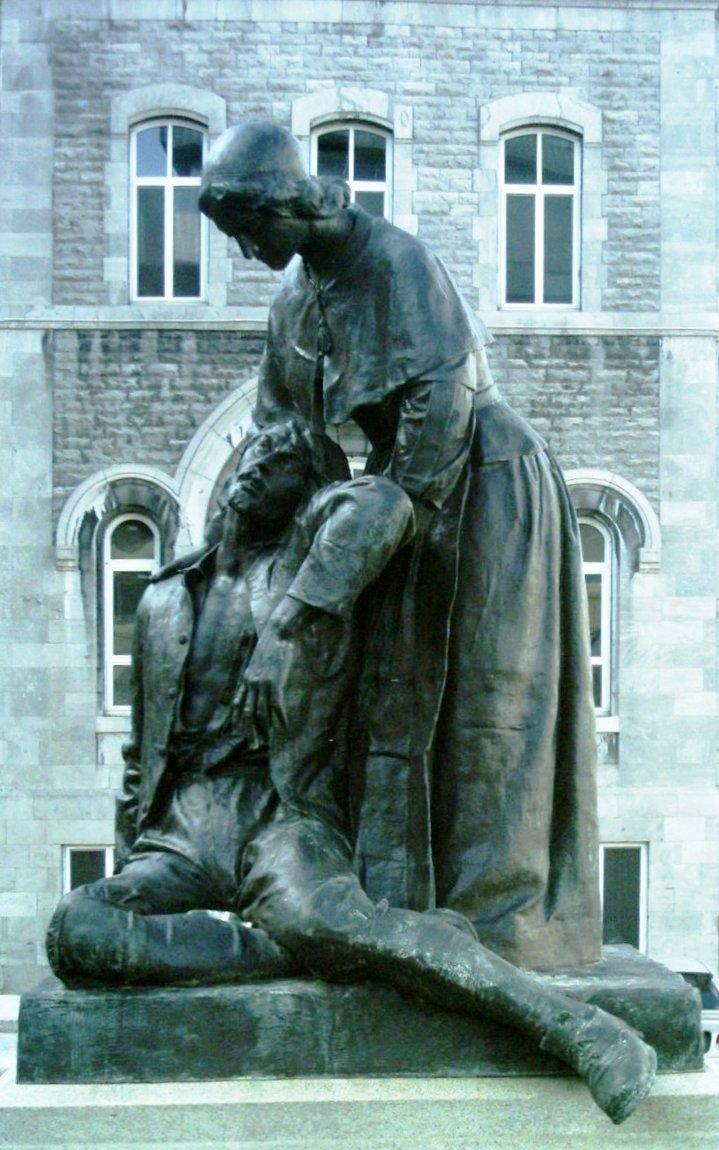
Statue zu Ehren von Jeanne Mance in der Avenue des Pins in Montreal

Jeanne Mance (* 12. November 1606 in Langres, Frankreich; † 18. Juni 1673 in Montreal) war eine französische Laienschwester und Krankenpflegerin. Sie war an der Gründung der Stadt Montreal beteiligt und gründete mit dem Hôtel-Dieu de Montréal das erste Krankenhaus auf kanadischem Boden.
Am 15. Juli 1998 ehrte die kanadische Regierung, vertreten durch den für das Historic Sites and Monuments Board of Canada zuständigen Minister, Mance für ihr Wirken in der Krankenpflege und erklärte sie zu einer „Person von nationaler historischer Bedeutung“.

## Biografie
Mance wurde in eine wohlhabende Beamtenfamilie hineingeboren und wuchs in Langres im nördlichen Burgund auf. Nach dem Tod der Mutter übernahm sie die Erziehung ihrer jüngeren Geschwister. Während des Dreißigjährigen Krieges finanzierte der Bischof von Langres den Bau eines Krankenhauses und die Gründung einer Schwesternschaft. Die tiefgläubige Mance trat dieser bei und widmete sich der Krankenpflege.
1640 erfuhr Mance von der Existenz der neu gegründeten Société Notre-Dame de Montréal, die in Neufrankreich ein idealistisch-utopisches christliches Siedlungsprojekt aufbauen und die Ureinwohner bekehren wollte. Sie begab sich nach Paris, um Kontakte zu Personen zu knüpfen, die ihr beim Aufbau eines Krankenhauses behilflich sein würden. Sie sicherte sich die finanzielle Unterstützung der Jesuiten, der Witwe des französischen Finanzministers und von Anna von Österreich, der Frau von König Louis XIII.
Im Mai 1641 stachen die Kolonisten, angeführt vom Offizier Paul Chomedey de Maisonneuve und von Jeanne Mance, von La Rochelle aus in See. Sie erreichten nach drei Monaten Québec, wo sie überwinterten. Im folgenden Frühjahr segelten sie den Sankt-Lorenz-Strom hinauf und landeten am 17. Mai 1642 auf der Île de Montréal. Maisonneuve gründete dort die Siedlung Ville-Marie, aus der sich später die Stadt Montreal entwickelte. Mance gilt aufgrund ihres Organisationstalents beim Aufbau der Siedlung als zweite Gründerin von Montreal.
Nachdem Mance in ihrem Haus zunächst ein Krankenzimmer eingerichtet hatte, gründete sie am 8. Oktober 1645 das Hôtel-Dieu de Montréal, das erste Krankenhaus auf kanadischem Boden. Es war in einem 1645 fertiggestellten Gebäude untergebracht, das Platz für acht Patienten bot und neun Jahre später durch einen Neubau ersetzt wurde. 1650 hielt sich Mance wieder in Frankreich auf. Als sie im darauf folgenden Jahr nach Montreal zurückkehrte, erfuhr sie, dass die Existenz der Kolonie durch wiederholte Angriffe der Irokesen stark gefährdet war. Sie gab Maisonneuve das Geld, das eigentlich für den Ausbau des Krankenhauses bestimmt war, damit dieser in Frankreich neue Siedler rekrutieren konnte.
Zusammen mit Marguerite Bourgeoys begab sich Mance 1659 ein weiteres Mal nach Frankreich. Sie rekrutierte drei Nonnen aus La Flèche, die sie in Montreal bei der Krankenpflege unterstützen sollten. Von 1662 bis 1664 hielt sich Mance ein letztes Mal in Frankreich auf. 1673 starb sie in Montreal.
Nach Jeanne Mance benannt sind unter anderem der Parc Jeanne-Mance am Fuße des Mont Royal, ein Wahlkreis im Großraum Montreal und das Gebäude des kanadischen Gesundheitsministeriums in Ottawa. Sie wurde im April 2020 in die Canadian Medical Hall of Fame aufgenommen.
Im für sie eingeleiteten Seligsprechungsverfahren erkannte ihr Papst Franziskus am 7. November 2014 den heroischen Tugendgrad zu.